# المراحلين
المرحلين (يمكن تهجئتها كمراحيلين أو مرحلين)، والمعروفة أيضًا باسم المراحيل، كانت ميليشيات قبلية تتألف في المقام الأول من قبائل الرزيقات والمسيرية من غرب السودان. تم تسليحهم منذ عام 1983 من قبل الحكومة السودانية المتعاقبة لقمع تمرد الجيش الشعبي لتحرير السودان (SPLA) خلال الحرب الأهلية السودانية الثانية. وشملت أنشطتهم مداهمة قرى الدينكا، ونهب الماشية، واختطاف النساء والأطفال، والأرض المحروقة، والتسبب في دمار واسع النطاق. اشتهر المرحلون بتكتيكاتهم الوحشية التي ساهمت في المجاعة والنزوح بين السكان المتضررين.
وفي الثمانينيات والتسعينيات، لعب المرحلون دوراً حاسماً في استراتيجية الحكومة لمكافحة التمرد، مستفيدين من دعم الدولة في شكل أسلحة وذخائر ومساعدات لوجستية. واتسمت أفعالهم بانتهاكات جسيمة لحقوق الإنسان، بما في ذلك التطهير العرقي والجرائم ضد الإنسانية.
وتضاءل دورهم بعد اتفاق السلام الشامل عام 2005، الذي كان يهدف إلى إنهاء الحرب الأهلية.

## أصل الكلمة
أصل كلمة المرحلين تنسب إلى قبيلة المسيرية التي استخدمت الكلمة لوصف "المسافرين".

## خلفية
تاريخيًا، كان الواجب الأساسي للمراحلين هو إرشاد قطعان الماشية قبل قبيلتهم أثناء الهجرة الموسمية. كانوا يركبون الخيول، ويحملون الأسلحة للدفاع عن النفس، ويحمون قطعانهم من الحيوانات المفترسة ولصوص الماشية. وفي المنطقة الجنوبية من دارفور، لدى قبيلة الرزيقات مجموعة مماثلة تعرف باسم الفرسان، وهو مصطلح عربي يعني الفرسان أو الفرسان.
نشأ النزاع الحدودي بين دينكا ملوال من شمال بحر الغزال ( جنوب السودان اليوم) وعرب البقارة من جنوب دارفور وجنوب كردفان في منتصف القرن التاسع عشر. عند مغادرتهم السودان عام 1956، حرص البريطانيون على ضمان التزام الدينكا والبقارة باتفاقيات الحدود والمبادئ القانونية.
بعد الاستقلال، تراجعت سلطات المركز عن تعهدها بالحفاظ على الحدود الاستعمارية بين بحر الغزال ودارفور وكردفان. واقترحوا دمج مناطق الرعي وصيد الأسماك المتميزة لدينكا مولوال والبقارة لتسريع توحيد المجتمعين العرقيين. أدى هذا التكامل المخطط له إلى إشعال التوترات بين رعاة الدينكا والبقارة.

## تاريخ
أعيد تقديم مفهوم الجهاد إلى البلاد في عام 1983 عندما أعلن الرئيس جعفر النميري قوانين سبتمبر 1983. ظهر "المراحلون"، فصائل البقارة المسلحة المدعومة من الدولة، على طول الحدود بين دينكا ملوال وبقارة وتم تحويلهم فيما بعد إلى قوات ميليشيات حكومية في جنوب دارفور وجنوب كردفان للجهاد والفتح. وأدى ذلك إلى مقتل 1500 لاجئ من دينكا ملوال في مذبحة ضين عام 1987.
بالإضافة إلى ذلك، استخدم النميري الميليشيا ضد المتمردين الجنوبيين. كان فرسان الرزيقات والمسيرية الحمر المسلحون، يرتدون عباءات بيضاء طويلة، بمثابة وسيلة منخفضة التكلفة لإضعاف أعداء حكومة السودان خلال الحرب الأهلية السودانية الثانية، بما في ذلك الحركة الشعبية/الجيش الشعبي لتحرير السودان المتمردة. (الحركة الشعبية/الجيش الشعبي لتحرير السودان)، والتي تتمتع بقاعدة دعم بين قبيلتي (نجوك وتيتوينج) الدينكا بجنوب السودان.  بعد الانقلاب السوداني عام 1985 وإطاحة النميري، قامت حكومة رئيس الوزراء الصادق المهدي بتوظيف المرحلين وخلفائهم العسكريين لما يقرب من عشرين عامًا كقوة لمكافحة التمرد ضد المتمردين المتمركزين في الجنوب، الحركة الشعبية لتحرير السودان.
وكثيراً ما دمرت ميليشيات المرحلين القرى المسيحية، وقتلت جميع الذكور البالغين ثم أخذت النساء والأطفال كعبيد. تمت أول غارة للعبيد على الدينكا في فبراير 1986.  تم أخذ ألفي امرأة وطفل. وفي غارة ثانية في فبراير/شباط 1987، تم أخذ ألف امرأة وطفل. وبمجرد حصول المغيرين على ما يكفي من الغنائم، يقومون بتوزيع الأسرى بينهم وبين عائلاتهم. واستمرت الغارات كل عام بعد ذلك. 
منذ عام 1989، كانت إحدى المسؤوليات الأساسية للمراحلين هي مرافقة قطار الإمدادات العسكرية إلى واو. يقومون بتحميل خيولهم في القطار، ثم يتم تفريغها عند وصولهم إلى بحر الغزال لاستخدامها في الصراعات ضد قرى الدينكا.
في أعقاب الانقلاب السوداني عام 1989، قامت حكومة عمر البشير بدمج المرحلين في الميليشيات الحكومية الرسمية التي يسيطر عليها الجيش واستمرت في تلقي الدعم الحكومي لمهاجمة المدنيين من الدينكا والنوير، الذين انضم رجالهم إلى الجيش الشعبي لتحرير السودان المتمرد الجنوبي.
كما انتشرت المليشيات ضد شعوب النوبة لسحق التمرد في جبال النوبة (ولايتي جنوب كردفان والنيل الأزرق). وفي عام 2004، اتهم خبراء لجنة حقوق الإنسان التابعة للأمم المتحدة تلك الميليشيا بالمشاركة في الإبادة الجماعية في دارفور من خلال استهداف المساليت والداجو والتنجر والزغاوة.

### مذبحة الضعين 1987
وقعت مذبحة الضعين عام 1987 في بلدة الضعين الواقعة في جنوب دارفور. على مدار يومين، 27-28 مارس، قُتل عدد كبير من أطفال ونساء والرجال من الدينكا بوحشية، وأُحرقوا حتى الموت، أو غنيمة.  وقام بتنفيذ المجزرة بعض أفراد عرب الرزيقات وآخرون في البلدة، ومن بينهم بعض التجار في الظين، الذين كانوا جميعهم من المرحلين.

### مجاعات 1988 و1988
وقد لعب المرحلون دوراً رئيسياً في مجاعات عامي 1988 و1998 في بحر الغزال. خلال مجاعة عام 1988، التي مات فيها ما يقدر بنحو 250.000 شخص، فرضت الحكومة عقوبات على المرحلين - منذ عام 1986 - للقيام بأعمال النهب والإغارة والتهجير والقتل والاختطاف لشعب الدينكا، مما أدى إلى نقل كبير للممتلكات. انتقلت ثروة الدينكا من الماشية إلى البقارة، وتهجير ما يقرب من 100.000 إلى 200.000 مدني قسريًا.
حدثت مجاعة عام 1998 في بحر الغزال، والتي أثرت على 2.6 مليون شخص، بسبب مجموعة من الظروف الطبيعية، مثل الجفاف الذي دام عامين بسبب ظاهرة النينيو والتذبذب الجنوبي، والأفعال البشرية. تسببت الغارات التي شنتها قوات المرحلين المدعومة من الحكومة على شعب الدينكا في نزوحهم وإعاقة الزراعة.  كما شملت المداهمات سرقة الماشية ونهب الحبوب وحرق المحاصيل والمنازل، لعبت دورًا رئيسيًا في التسبب في المجاعة.

### استعباد الدينكا
خلال الحرب أعادت القوات المسلحة السودانية إحياء استخدام الاستعباد كسلاح ضد الجنوب،  وخاصة أسرى الحرب المسيحيين، على أساس أن الشريعة الإسلامية تسمح بذلك.
وصفت هيومن رايتس ووتش وآخرون الشكل المعاصر للعبودية في السودان بأنه في الأساس من عمل الميليشيات المسلحة المدعومة من الحكومة من قبائل البقارة، بما في ذلك المرحلين، الذين يهاجمون المدنيين – في المقام الأول من مجموعة الدينكا العرقية من المنطقة الجنوبية من السودان. بحر الغزال. أسر المرحلون الأطفال والنساء الذين تم نقلهم إلى غرب السودان وأماكن أخرى باسم غنيمة أن يكون العبيد والمحظيات. وكانوا "يُجبرون على العمل مجاناً في المنازل والحقول، ويعاقبون عندما يرفضون ذلك، ويتعرضون للإيذاء الجسدي وأحياناً الجنسي".
تم استخدام فتيات الدينكا المحتجزات في منازل شمال السودان كعبيد جنس.  وقد تم بيع بعضها في ليبيا. لاحظ الزوار الغربيون أنه في أسواق العبيد، يمكن شراء خمسة عبيد أو أكثر مقابل بندقية واحدة. قرب ذروة الحرب الأهلية في عام 1989، تم بيع العبيد السود مقابل 90 دولارًا في أسواق العبيد. وبعد عدة سنوات، انخفض متوسط سعر الجارية السوداء إلى 15 دولارًا. سافرت العديد من المنظمات الغربية إلى السودان بأموال لشراء وتحرير هؤلاء الأسرى المستعبدين.

### حل القوات
رسميًا، تم دمج المرحلين في قوات الدفاع الشعبي، وهي قوة ما قبل عسكرية تأسست رسميًا بموجب قانون قوات الدفاع الشعبي لعام 1989. لكن هيومن رايتس ووتش وثقت الفظائع التي ارتكبتها الميليشيا بعد هذا التاريخ. في أكتوبر 1996، أفيد أن الميليشيا داهمت مدينة روينق، جنوب السودان. في عام 2001، ذكرت صحيفة The New Humanitor أن الغارة التي شنها المرحلون في ماريال باي تم فيها اختطاف 122 امرأة وطفل وسرقة 5075 رأسًا من الماشية. في 21 يناير 2001، داهمت الميليشيا مقاطعة أويل الشرقية. وفي عام 2002، انضمت الميليشيا أيضًا إلى باولينو ماتيب نيال، الذي قاتل إلى جانب الحكومة بين عامي 1998 و2003، في إبعاد المدنيين قسراً من منطقة الامتياز النفطي بلوك 5أ، والمساعدة في عمليات التطهير من الكتل النفطية الأخرى.
وتضاءل دور المرحلين بعد اتفاق السلام الشامل عام 2005، الذي كان يهدف إلى إنهاء الحرب الأهلية.